# Azərbaycan Televiziya
Azərbaycan Televiziyasi (AzTV) o Azeri TeleVision, es una cadena de televisión de Azerbaiyán, del grupo Azərbaycan Televiziyasi və Radio Verilişləri Qapalı Səhmdar Cəmiyyəti. Se le rechazó su incorporación activa a la Unión Europea de Radiodifusión dado que el canal no era lo suficientemente independiente del gobierno.

## Programas en antena
- Sahar, programa de información musical a cargo de Qulu Mekheremli. Fue emitido por primera vez el 14 de agosto de 1995. La versión matutina también es emitida en otros países como Rusia, Turquía, Irán, Georgia y Turkmenistán.
- Khazar, telenoticias a cargo de Ilgar Pashazade. Fue emitido por primera vez el 10 de febrero de 1997. El programa está dividió en dos bloques; el primero dedica el tiempo a la información de primera línea nacional e internacional, mientras que el segundo bloque se dedica a la cultura y economía del país.

## Premios
- 1996, ganador del "New Journalist Company generation "Media-achar"".
- 1999, "Grand-pre".